# Coxa valga
La coxa valga és una deformitat del maluc on s'incrementa l'angle format entre el cap i el coll del fèmur i el seu eix, generalment per sobre dels 135 graus.
El diagnòstic de la causa inclou trastorns neuromusculars (és a dir, paràlisi cerebral, disrafisme espinal, poliomielitis), displàsies esquelètiques i artritis idiopàtica juvenil.
La deformitat de la coxa valga és una condició patològica freqüent en nens amb paràlisi cerebral i poden estar predisposats a la subluxació o luxacions de maluc.